# Stowarzyszenie Romów w Polsce
Stowarzyszenie Romów w Polsce – organizacja działająca na rzecz tworzenia warunków pełniejszego uczestnictwa Romów w życiu społeczeństwa Polski. Zarząd ma siedzibę w Oświęcimiu.

## Inicjatywy
Romski Instytut Historyczny: placówka naukowo-badawcza poświęcona historii Romów. W ramach Romskiego Instytutu Historycznego funkcjonuje ogólnodostępna biblioteka oraz archiwum o charakterze otwartym, w którym zbiory są systematycznie uzupełniane. W archiwum gromadzone są materiały dokumentujące historię społeczności romskiej na ziemiach polskich, m.in. fotografie, zbiory ikonograficzne, dokumenty życia społecznego, wycinki prasowe. Osobny oddział archiwum poświęcony jest zbiorom dotyczącym Zagłady Romów. Na zasób składają się akta osobowe osób represjonowanych w czasach okupacji niemieckiej (w tym relacje, oświadczenia, zaświadczenia, indywidualne ankiety ofiar Holocaustu), ekspertyzy, artykuły, relacje, kserokopie dokumentów archiwalnych dotyczących eksterminacji Romów.
"Dialog-Pheniben": kwartalnik społeczno-kulturalny, wydawany przez Stowarzyszenie Romów w Polsce od 1995 roku, a od roku 2015 przez Fundację Dialog-Pheniben – dotychczasowego współwydawcę. 
Projekt „Romowie na Rynku Pracy", realizowany w ramach Programu Inicjatywy Wspólnotowej EQUAL (2004-2008)